# Abrahámovce (Bardejov)
Abrahámovce (bis zum 19. Jahrhundert slowakisch auch „Abramovce“; ungarisch Ábrahámfalva – bis 1907 Ábrahámfalu) ist eine Gemeinde im Osten der Slowakei mit 321 Einwohnern (Stand 31. Dezember 2024). Sie gehört zum Okres Bardejov, einem Kreis des Prešovský kraj, und wird zur traditionellen Landschaft Šariš gezählt.

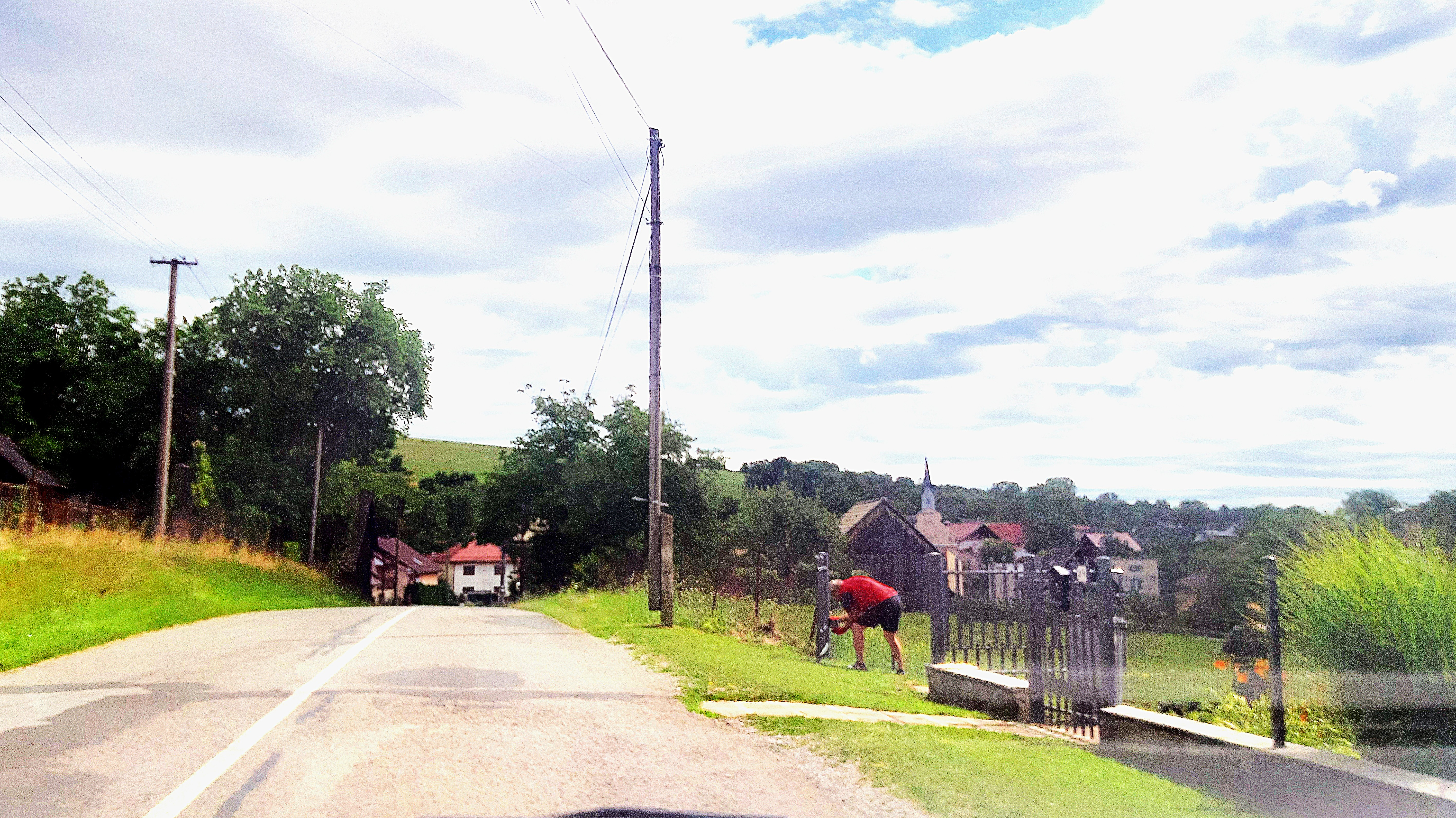
Abrahámovce

## Geographie
Die Gemeinde befindet sich in den Niederen Beskiden im Quellgebiet des Baches Koprivnička im Einzugsgebiet der Topľa. Das Ortszentrum liegt auf einer Höhe von 266 m n.m. und ist 22 Kilometer von Bardejov entfernt.
Nachbargemeinden sind Tročany im Norden, Kochanovce im Nordosten, Buclovany im Osten und Raslavice im Süden und Westen.

## Geschichte
Der Ort entstand am Anfang des 14. Jahrhunderts neben einer älteren Burgstätte und wurde zum ersten Mal 1427 als Abranfalua schriftlich erwähnt. Im selben Jahr gab es im Dorf 23 Porta, und es war Teil des Herrschaftsgebiets von Raslavice. Besitzer im 17. beziehungsweise 18. Jahrhundert stammten aus den Geschlechtern Segney, Raszlaviczky und Vay. 1787 hatte die Ortschaft 27 Häuser und 186 Einwohner, 1828 zählte man 49 Häuser und 381 Einwohner, deren Haupteinnahmequelle Landwirtschaft war.
Bis 1918 gehörte der im Komitat Sáros liegende Ort zum Königreich Ungarn und kam danach zur Tschechoslowakei beziehungsweise heute Slowakei.

## Bevölkerung
| Jahr                | 1994 | 2004    | 2014    | 2024     |
| ------------------- | ---- | ------- | ------- | -------- |
| Anzahl der Personen | 362  | 341     | 368     | 321      |
| Unterschied         |      | −5,80 % | +7,91 % | −12,77 % |

| Jahr                | 2023 | 2024    |
| ------------------- | ---- | ------- |
| Anzahl der Personen | 325  | 321     |
| Unterschied         |      | −1,23 % |

Gemäß der Volkszählung 2011 wohnten in Abrahámovce 365 Einwohner, davon 339 Slowaken und ein Tscheche. 25 Einwohner machten keine Angabe zur Ethnie.
168 Einwohner bekannten sich zur Evangelischen Kirche A. B., 165 Einwohner zur römisch-katholischen Kirche, drei Einwohner zur evangelisch-methodistischen Kirche und ein Einwohner zur griechisch-katholischen Kirche. Drei Einwohner waren konfessionslos und bei 25 Einwohnern wurde die Konfession nicht ermittelt.

## Bauwerke und Denkmäler
- römisch-katholische Kirche im Rokokostil aus der zweiten Hälfte des 18. Jahrhunderts